# ¡Nunca más!
¡Nunca más! es el cuarto álbum de la banda española de rock Canallas.
Fue editado en el año 2000 por la discográfica Bliss y se trataba de un disco en el que se recogían varias de las canciones del bando republicano durante la guerra civil española además de otros himnos revolucionarios como Bella ciao y Bandiera rossa de la resistencia italiana o una versión del Hasta siempre, comandante de Carlos Puebla.
El disco contó con la colaboración del cantante barcelonés Loquillo y de Azagra, dibujante habitual de El Jueves que realizó la portada.

## Lista de canciones
1. Si me quieres escribir
2. Paso del Ebro
3. Bella ciao
4. La Tarara
5. En el pozo Mª Luisa
6. Bandiera rossa
7. Himno de Riego
8. L'Estaca
9. Hasta Siempre
10. El pino verde
11. En la plaza de mi pueblo

- Datos: Q11705510